# Jean Tabi Manga
Pour les articles homonymes, voir Tabi (homonymie) et Manga (homonymie).
Jean Tabi Manga, né le 13 janvier 1949  à Fegmimbang I (Akono) dans la région du Centre, est un universitaire camerounais. Il est ancien recteur des universités de Yaoundé I et de Yaoundé II au Cameroun.
Il est titulaire d'une licence de lettres classiques, d'une maîtrise de linguistique française, d'un doctorat de 3e cycle en linguistique française, et d'un doctorat d'État ès lettres sur l'étude comparée du système verbo-temporel du français et de l’éwondo (mention très honorable). Il a fait ses études supérieures en France à l'université de Strasbourg II et à l'université de Paris Sorbonne Paris IV.
Entre 1993 et 1998, il a été directeur général de l’Éducation et de la  Formation à l'Agence Internationale de la Francophonie (ex. Agence de coopération culturelle et technique, ACCT).

## Ouvrages
- Francophonie et Codéveloppement, CILF, 75 p., 1989
- Les politiques linguistiques du Cameroun. Essai d’aménagement linguistique. Paris, Karthala, 237 p., 2000
- avec Michel Guillou, Francophonie, lieu de mémoire, projet d’espoir, éditions Afrédit, 200 p., 2010